# 苯芴醇
苯芴醇（Lumefantrine或benflumetol）是一種抗疟药，只會和蒿甲醚合併使用，稱為复方蒿甲醚，有時也會用英文co-artemether表示。
在1981年的青蒿素及其衍生物的全国指导委员会，授权中国军事医学科学院微生物与流行病学研究所教授周义清专攻蒿甲醚，他将蒿甲醚与苯芴醇联合用药（複方蒿甲醚），成为抗疟疾药中最有效的产品。。